# Гёпферт, Карл Андреас
Карл Андреас Гёпферт (нем. Carl Andreas Göpfert, Karl Andreas Goepfert; 16 января 1768 года, Римпар — 11 апреля 1818 года, Майнинген) — немецкий композитор, кларнетист-виртуоз, и гитарист. Отдавая дань разнообразию его творчества, современники называли Гёпферта «майнингенским Моцартом».

## Биография
Карл Андреас Гёпферт родился 16 января 1768 года в Римпаре недалеко от Вюрцбурга в семье хирурга. Местный школьный учитель дал мальчику первые уроки пения и игры на фортепиано и органе. В 1780 году преподавателем Гёпферта стал знаменитый вюрцбургский виртуоз-кларнетист Филипп Мейснер, который вероятно обучил его основам композиции.
В 1788 году Гёпферт переехал в Вену, где в течение полутора лет изучал теорию музыки и композицию под руководством Вольфганга Амадея Моцарта.
Мастерство игры на кларнете позволило музыканту занять пост первого кларнетиста в придворном оркестре Георга I Саксен-Майнингенского в 1793 году. Заняв пост придворного капельмейстера, он знакомит двор с музыкой Моцарта и Гайдна.
В 1798 году Гёпферт ходатайствует об отъезде в Вену, предполагая продолжить сольную исполнительскую карьеру. Полученное разрешение однако было отменено, и музыкант вынужден вернуться в Майнинген. В том же году Георг I организует постоянный курорт в Бад-Либенштайне, бывшей летней резиденции герцогов Саксен-Майнингенских, где Гёпферт дирижирует духовой музыкой, сопровождавшей балы и обеды. Параллельно он сочиняет собственные произведения — в том числе большое количество духовой музыки для двора Майнингена и резиденции Бад-Либенштайн. Если музыкант-виртуоз Гёпферт был высоко оценен современниками, то как композитор он не получает должной поддержки в своем окружении. Кроме того, герцог относился к музыканту как к бесправному слуге, а не как к свободному артисту. Как минимум дважды Гёпферт пытается найти новое место работы. В первый раз — во Франции, куда он посылает большое количество своих сочинений, посвященных французской армии и Наполеону.
В 1817 году он подает заявку на должность при дворе Эттинген-Валлерштейн. Гёпферт рекомендует себя как знаток музыки Моцарта и как автор переложений моцартовский сочинений для Harmoniemusik: «Я с самым горячим усердием обучался в течение двадцати лет, в том числе — полтора года у Моцарта, — музыкальной теории. Я всегда предпочитал духовые инструменты, и потому Моцарт, мой учитель, мне доверил партитуры своих опер с тем, чтобы я их переложил для духовых составов».
Гёпферт скончался в Майнингене 11 апреля 1818 года в нищете, от полного физического истощения и отчаяния. Газета Leipziger Allgemeine Musikalische Zeitung опубликовала некролог, в котором отдала должное его творчеству и оплакивала его личную судьбу.

## Творческое наследие
До нас дошли переложения для духовых, сделанные Гёпфертом в начале XIX века, — в том числе произведения Иоганна Рудольфа Цумштега, Йозефа Гайдна и Вольфганга Амадея Моцарта. Все они, вероятно, предназначались для исполнения при дворе Георга I в резиденции Бад-Либенштайн.
Гёпферт, возможно, выполнял переложения для издательства Н. Зимрок в Бонне.
Гёпферт также подготовил октетную версию Большой партиты Моцарта и аранжировал «Парижскую Симфонию» (К. 297) и Турецкое рондо из фортепианной сонаты (К. 331).
Его переложение 1817 года «Сотворения мира» Гайдна считается утерянным, как и большинство его произведений для кларнета.
Среди его неопубликованных произведений — три симфонии, концерт для гобоя, концерт для трубы, двойной концерт для двух фаготов, концерт для кларнета, фагота с оркестром, пьесы для фортепиано, песни, пьесы для гитары и множество пьес для духового оркестра.
К недавно сыгранным произведениям композитора, относятся, в частности, три концерта для кларнета, в исполнении Дитера Клёкера и Йенского филармонического оркестра.

## Избранные сочинения
- 15 танцев для 2-х гобоев, 2-х кларнетов, 2-х фаготов, 2-х валторн, трубы.
- Концерт си-бемоль мажор для кларнета, соч.1
- Соната для двух гитар и флейты, соч.11
- Соната для фагота (или альта) и гитары, соч.13
- Концерт ми-бемоль для кларнета, соч.14
- Соната для флейты и гитары, соч.15
- 3 квартета для кларнета, скрипки, альта и виолончели, соч.16
- Двенадцать маленьких пьес для двух гитар, соч.17
- Вариации для гитары и флейты, соч. 18
- Два концертных дуэта для кларнета и фагота, соч. 19
- Концерт си-бемоль для кларнета, соч. 20
- Концерт фа для валторны с оркестром, соч. 21 год
- 3 концертных дуэта, соч. 22
- 12 духовых пьес для двух кларнетов, двух валторн и двух фаготов, соч. 26
- Концерт си-бемоль для кларнета, соч. 27
- Вариации для флейты, Аккомпанемент для двух скрипок, альта, виолончели, 2 гобоев, 2 валторн и 2 фаготов, соч.28
- 6 легких дуэтов для двух кларнетов, соч. 30
- 24 легких дуэта для двух валторн, соч. 31 год
- Первое попурри для кларнета с оркестром, соч. 32
- Военная фантазия для оркестра, соч. 33
- Концерт ми-бемоль минор для кларнета, соч. 35
- Легкая соната для фортепиано и валторны (или альта), соч. 35 (имеет тот же номер опуса, что и его концерт для кларнета). Опубликована в Лейпциге 1823 г.
- 3 квартета для кларнета, скрипки, альта и виолончели, соч. 36
- 3 дуэта для двух скрипок, соч. 37
- Второе попурри для кларнета в сопровождении двух скрипок, альта, виолончели, двух гобоев, двух валторн, двух фаготов, соч. 38